# عابدآباد
عابدآباد، روستایی در دهستان سفیدار بخش مرکزی شهرستان خفر در استان فارس ایران است.

## جمعیت
بر پایه سرشماری عمومی نفوس و مسکن در سال ۱۳۹۵، جمعیت این روستا برابر با ۲۲۷ نفر (۷۸ خانوار) بوده است.